# 후쿠무라 미즈키
후쿠무라 미즈키(일본어: 譜久村聖, 1996년 10월 30일~)는 일본의 여성 아이돌 그룹 전 모닝구무스메의 9대 리더이자, 헬로! 프로젝트 7대 리더이다. 연예사무소 J.P ROOM(업프런트 그룹) 소속.

## 친구
- 안주루무 멤버 타케우치 아카리
- 모닝구무스메
  - 서브리더 이쿠타 에리나
  - 서브리더 이이쿠보 하루나
  - 멤버 이시다 아유미

## 약력
2006년
- 8월 20일, 마쿠하리 멧세에서 개최된 챠오「키라링☆걸즈 콘테스트 2006 도쿄 회장」의 준 그랑프리를 획득. 당시 그랑프리를 획득한 아이에게 지고 싶지 않다고 생각해 하로프로에그의 오디션을 받았다.

2008년
- 6월 22일, 아카사카 BLITZ에서 개최된「2008 헬로! 프로젝트 신인 공연 6월 ~아카사카 HOP!~」에서 타케우치 아카리, 카네코 리에와 함께 하로프로에그에 가입한 일이 발표되었다.
- 9월 23일, 메르파르크호르에서 개최된「2008 헬로! 프로젝트 신인 공연 9월 ~시바공원 STEP~」에서 선발 멤버로서의 첫 무대.

2009년
- 8월 26일, 슈고캬라에그! 제2기 멤버로 선택된다.

2011년
- 1월 2일, 콘서트 투어「Hello! Project 2011 WINTER ~환영 신선축제~」에서, 모닝구무스메 9기 멤버로 선택되었던 것이 발표되었다[1][2]. 이것에 수반해 연수 수료가 되어 동월 7일에 하로프로에그를 졸업하였다[3]. (동기 이쿠타 에리나(모닝구 무스메서브리더), 사야시 리호(모닝구 무스메졸업생, 솔로), 스즈키 카논(모닝구 무스메졸업생))

2013년
- 5월 22일, 모닝구무스메 6기 멤버의 다나카 레이나(여성 락 그룹 LoVendoЯ의 리더 겸 솔로)의 서브리더가 있었으면 좋겠다는 말의 의해서 이이쿠보 하루나와 함께 모닝구무스메。7대 서브리더에 취임.

2014년
- 11월 27일, 모닝구무스메 9대 리더로 취임.

2016년
- 12월 31일, 헬로! 프로젝트 서브리더에 취임하는 것이 밝혀졌다[4].

2019년
- 6월 19일, 안주루무 및 헬로! 프로젝트를 졸업한 와다 아야카를 후임해, 헬로! 프로젝트 리더에 취임.

2022년
- 12월 27일, 2023년 가을 투어를 기해 모닝구무스메。'22 그리고 헬로! 프로젝트를 졸업하는 것을 발표[5]. 졸업 후에도 연예계 활동을 계속한다.

2023년
- 11월 29일, 요코하마 아레나에서 행해진「모닝구무스메。'23 콘서트 투어 가을「Neverending Shine Show ~성역~」후쿠무라 미즈키 졸업 스페셜」을 마지막으로 모닝구무스메。'23 및 헬로! 프로젝트를 졸업하였다.

2024년
- 9월 17일, M-line club의 가입이 발표되었다[6]. 같은 달 소속사 J.P ROOM에 이적.

2025년
- 4월 23일, 솔로 데뷔 싱글「ロングラブレター／アニバーサリーはいらない」가 발매예정.

## 작품

### 싱글
1. ロングラブレター／アニバーサリーはいらない (2025년 4월 23일)

### 착신 싱글
- エキストラ(2021년 6월 21일)

### DVD/Blu-ray
- 2008 헬로! 프로젝트 신인 공연 9월 ~시바공원 STEP!~(2008년)
- 2009 헬로! 프로젝트 신인 공연 6월 ~아카사카 HOP!~(2009년)
- 하로프로에그 DVD MAGAZINE Vol.1(2009년)
- 오늘은 무슨일? 에그의 날! DVD ~게임편~(2009년)
- 오늘은 무슨일? 에그의 날! DVD ~싱크로 퀴즈편~(2009년)
- 하로프로에그 DVD MAGAZINE Vol.2(2010년)
- Hello! Project 2010 WINTER 가초풍월 ~셔플데이트~(2010년)
- Hello! Project 2010 WINTER 가초풍월 ~모베키마스!~(2010년)
- Greeting ~후쿠무라 미즈키~(2011년 5월 17일) - e-LineUP! 한정 판매
- MIZUKI in Guam(2013년 5월 22일, Zetima)
- Pancake(2014년 8월 6일, Zetima)
- 저녁놀(夕映え, 2016년 1월 20일, Zetima)
- One day(2018년 12월 5일, Zetima)

## 출연

### 텔레비전
- 수호 캐릭터 파티!(2009년 10월~2010년 3월, 테레비도쿄)
- 수학♥여자학원(2012년 1월 11일~3월 28일, 니혼테레비) - 아카사카 하루 역

### 콘서트 · 라이브 · 이벤트
- 2008 헬로! 프로젝트 신인 공연 6월 ~아카사카 HOP!~(2008년 6월 22일, 아카사카 BLITZ）
- 2008 헬로! 프로젝트 신인 공연 9월 ~시바공원 STEP~(2008년 9월 23일, 메르파르크 홀)
- 2008 헬로! 프로젝트 신인 공연 11월 ~요코하마 JUMP!~(2008년 11월 24일, 요코하마 BLITZ)
- 하로프로에그 퍼시픽헤븐 이벤트(2009년 2월 28일) - 사와다 유리, 후루카와 코나츠, 후쿠다 카논, 세키네 아즈사와 함께 출연.
- 2009 헬로! 프로젝트 신인 공연 4월 ~요코하마 HOP!~(2009년 4월 4일~5일, 요코하마 BLITZ)
- 2009 헬로! 프로젝트 신인 공연 6월 ~나카노 STEP!~ (2009년 6월 7일, 나카노 선플라자)
- 하로프로에그 딜리버리 스테이션 in 여름 Sucas (2009년 7월 31일) - 후루카와 코나츠, 모리 사키, 세키네 아즈사, 오가와 사키와 함께 출연.
- 2009 헬로! 프로젝트 신인 공연 9월 ~요코하마 JUMP!~(2009년 9월 23일, 요코하마 BLITZ)
- 2009 헬로! 프로젝트 신인 공연 11월 ~요코하마 FIRE!~(2009년 11월 23일, 요코하마 BLITZ)
- 가디언즈4「PARTY TIME」발매 기념 이벤트(2009년 12월 15일, 요코하마 BLITZ)
- 하로프로에그 딜리버리 스테이션! 06(2010년 2월 13일, 아르카스테이지)
- 가디언즈4「Going On」발매 기념 이벤트(2010년 2월 14일, 야마노 홀)
- 마노 에리나 6th 싱글「春の嵐」발매 기념 이벤트(2010년 2월 23일, 타워 레코드 시부야점 B1「STAGE ONE」/ 27일, 오다이바 비너스포트 / 28일, 도쿄 돔 시티라크아)
- 2010 헬로! 프로젝트 신인 공연 3월 ~요코하마 GOLD!~(2010년 3월 27일, 요코하마 BLITZ)
- 스페셜 조인트 2010 봄 감사만개! ~마노 에리나 2주년 돌입 & 스마이레지 메이저 데뷔에 벚꽃 피어라! 라이브~(2010년 4월 3일, 시부야 C.C.Lemon 홀)
- 마노 에리나 6th 싱글「春の嵐」발매 기념 이벤트 ~마노 소나타 해피 나인티 on TV~(2010년 4월 11일, 요코하마 BLITZ)
- 2010 헬로! 프로젝트 신인 공연 6월 ~요코하마 HOP!~(2010년 6월 5일, 요코하마 BLITZ)
- 시오도메 박람회 2010(2010년 8월 26일, 시오도메 AX)
- 2010 헬로! 프로젝트 신인 공연 9월 ~요코하마 STEP!~(2010년 9월 5일, 요코하마 BLITZ)
- 2010 헬로! 프로젝트 신인 공연 11월 ~요코하마 JUMP!~(2010년 11월 28일, 요코하마 BLITZ)
- 「헬로! 채널 Vol.4」발매 기념 악수회(2011년 5월 20일, 후케 서점 신쥬쿠 사브나드점)
- 라이브 사진집「新創世記ファンタジーDX〜9期メンを迎えて〜」발매 기념 악수회(2011년 8월 9일, 후케 서점 신쥬쿠 사브나드점)
- 「헬로! 채널 Vol.6」발매 기념 악수회(2011년 10월 27일, 후케 서점 신쥬쿠 사브나드점)
- M-line Special 2021 ~Make a Wish!~(2021년 5월 4일 → 6월 20일, 나카노 선플라자, 2회 공연 · 11월 14일, NHK 오사카 홀, 2회 공연) - 게스트로서 출연.
- 오가타 리사「bon voyage!」in COTTON CLUB (2022년 1월 11일 · 24일, COTTON CLUB) - 게스트로서 출연.
- M-line Special 2025 Spring ~move it on~(2025년 4월 29일, HEAVEN'S ROCK 사이타마 신토신 VJ-3, 2회 공연 · 5월 4일, 모리오카 CLUB CHANGE WAVE, 2회 공연 · 5월 5일, 센다이 darwin, 2회 공연 · 11일, 사쿠라자카 센트럴, 2회 공연 · 25일, 요코하마 Bay Hall, 2회 공연 · 6월 1일, 후쿠오카 DRUM Be-1, 2회 공연) - 게스트로서 출연.
- 메론키넨비'25 라이브 투어 ~숙멜론~ (2025년 8월 9일, 신주쿠 ReNY, 2회 공연 · 17일, NIIGATA LOTS, 2회 공연 · 24일, 우메다 BANGBOO, 2회 공연) - 게스트로서 출연.
- M-line Special 2025 Autumn ~Make Some Noise!~ (2025년 9월 14일, 요코하마 Bay Hall, 2회 공연 · 15일, Takara Osaka, 2회 공연 · 21일, 삿포로 PENNY LANE 24, 2회 공연 ·27일, 센다이 darwin, 2회 공연 ·28일, 아오모리 Quarter, 2회 공연 · 10월 4일, NIIGATA LOTS, 2회 공연 · 12일, 신주쿠 ReNY, 2회 공연 · 19일, 다카마츠 MONSTER, 2회 공연 · 25일, 히로시마 LIVE VANQUISH, 2회 공연 · 26일, EVANS CASTLE HALL, 2회 공연 · 11월 3일, SOUND SHOWER ark, 2회 공연 · 8일, 후쿠오카 BEAT STATION, 2회 공연 · 9일, 신주쿠 ReNY, 2회 공연 · 15일, 고베 Harbor Studio, 2회 공연)

### PV
- 마노 에리나 6th 싱글「春の嵐」(백댄서)
- 마노 에리나 7th 싱글「お願いだから…」(백댄서)
- 마노 에리나 8th 싱글「元気者で行こう!」(백댄서)

### 잡지
- De☆View(2011년 5월호)

### 뮤지컬
- 리본 ~생명의 오디션~ (2011년 10월 8일 ~ 17일, 전노제 홀 스페이스 제로) - 클레오파트라 역

### 영화
- 쉐어하우스(2011년 11월 12일 공개)

### 그 외
- 포케모니 무비 오늘은 무슨일? 에그의 날!(2008년, 부정기 출연, 휴대 사이트)
- 2009년 가을계에그 연수 발표회 ~여배우 선언~(2009년 10월 9일 · 11일, 씨어터 그린) - 노토 아리사, 후루카와 코나츠, 오가와 사키, 마에다 이로리와 함께 출연.
- 2010년 가을계에그 연수 발표회 ~여배우 선언~(2010년 10월 2일 · 3일, 시사 통신 홀)

## 서적

### 사진집
- 모닝구무스메 9 · 10기 1st official Photo Book (2012년 9월 10일, 와니북스)
- 아로하로! 모닝구무스메 9기 사진집 (2012년 12월 16일, 카도카와쇼텐)
- 1st 솔로 사진집「MIZUKI」(2013년 5월 15일, 와니북스)
- 2nd 솔로 사진집「うたかた」(2014년 6월 25일, 와니북스)
- 3rd 솔로 사진집「かがやき」(2015년 12월 5일, 와니북스)
- 4th 솔로 사진집「二十歳」(2017년 7월 15일, 와니북스)
- 5th 솔로 사진집「Makana」(2018년 10월 30일, 와니북스) ISBN 978-4-8470-8161-3
- 6th 솔로 사진집「多謝!」(2019년 10월 30일, 와니북스) ISBN 978-4-8470-8241-2
- 7th 솔로 사진집「glance」(2022년 1월 2일, 와니북스) ISBN 978-4-8470-8400-3
- 모닝구무스메 9 · 10기 10th AnniversaryBOOK (2022년 4월 27일, 와니북스) ISBN 978-4-8470-8422-5
- 모닝구무스메'23 라스트 사진집「LAST SCENE」(2023년 10월 30일, 와니북스) ISBN 978-4-8470-8521-5

## 소속 유닛
- 모닝구무스메 (2011년 ~ 2023년)